# Louis Mallet
Pour les articles homonymes, voir Mallet.
Louis Mallet, né le 5 juillet 1889 à Alleuze et mort le 23 juin 1944 à Chaudes-Aigues, est un médecin et un résistant français. Il est également conseiller général du Canton de Saint-Flour-Sud entre 1928 et 1940 et maire d'Alleuze de 1925 jusqu'à sa mort.

## Biographie

### Jeunesse, première Guerre mondiale et retour dans le Cantal

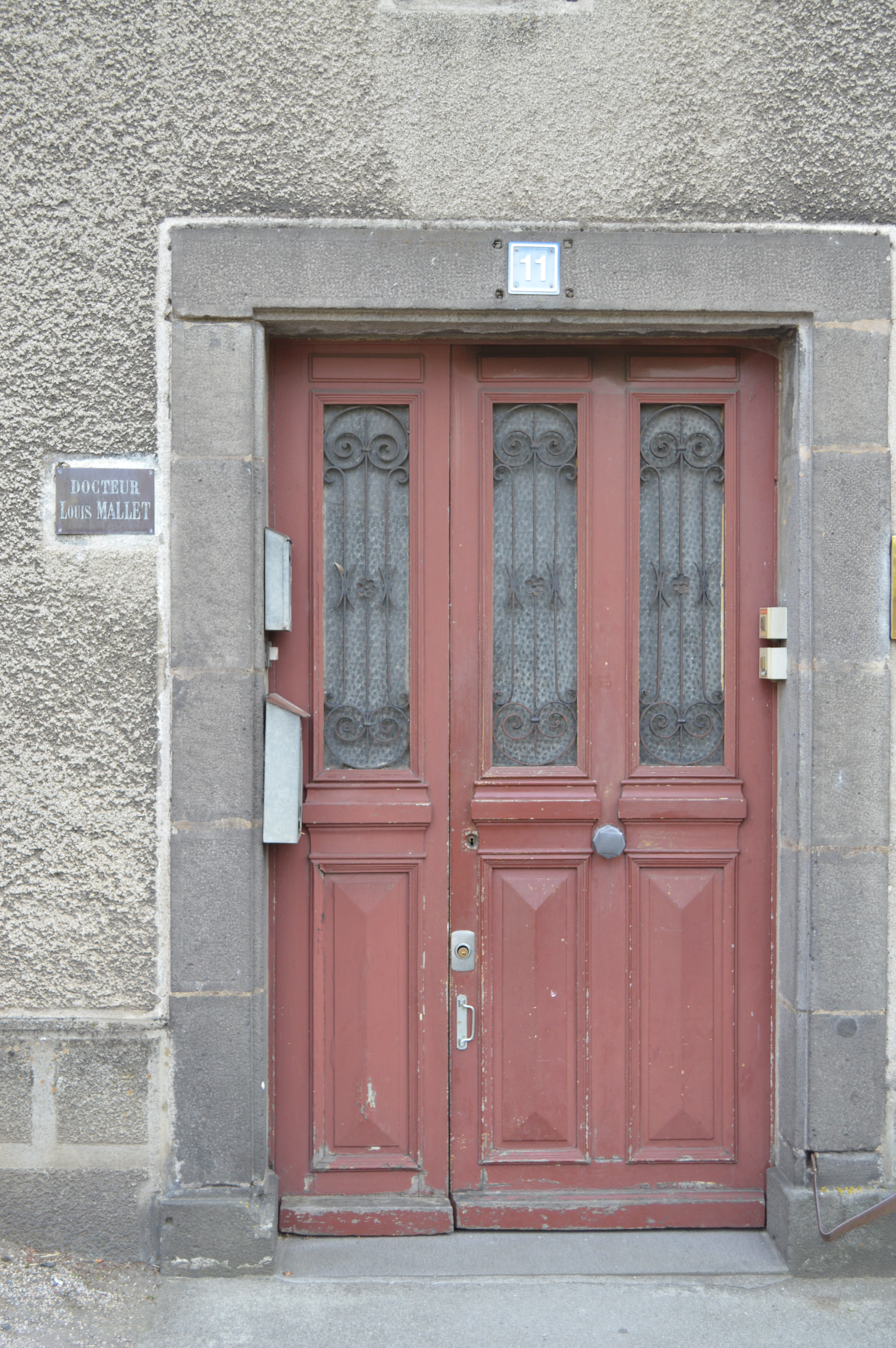
Ancien cabinet du docteur Mallet à Saint-Flour, 11 avenue des Orgues.

Louis Mallet, né dans la commune d'Alleuze en 1889, passe son enfance en compagnie de quatre frères et sœurs dans une famille de paysans. Après des études à la faculté de médecine de Montpellier, il sert comme lieutenant au service des blessés lors de la première Guerre mondiale. De retour dans le Cantal, il s'établit à Saint-Flour comme médecin généraliste au 5 rue du faubourg, dans l'actuelle avenue des orgues, faisant notamment l'acquisition d'une Citroën B14F en 1927 afin de faciliter ses visites. En 1925, il devient maire de son village natal puis, en 1928, conseiller général du canton de Saint-Flour-Sud et il fonde la caisse locale de crédit agricole et mutuel de Saint-Flour. En 1935, il crée un journal local à parution bimensuelle, La Glèbe.

### Seconde Guerre mondiale et engagement dans la Résistance
En 1939, il sert de nouveau au service des blessés lors de la seconde Guerre mondiale avec le grade de capitaine puis lieutenant-colonel. À son retour en 1940, il s'oppose au régime de Vichy, ce qui lui vaut d'être démis de ses fonctions de conseiller général en 1941,. Il rejoint alors le groupe de résistance « Combat » de Clermont-Ferrand en fin d'année sous le nom de code de « Faust », aidé de ses deux fils, Étienne (alias « Stéphane ») et Pierre (dit Pierrot), agents de liaison, et de sa fille Madeleine. Il crée les « Mouvements unis de la Résistance » (MUR) avec l'imprimeur sanflorain René Amarger, alias « Germa ». Inquiété par un rapport de la milice française, il se réfugie au maquis du mont Mouchet au printemps 1944, où il soigne les blessés.

### Arrestation et exécution

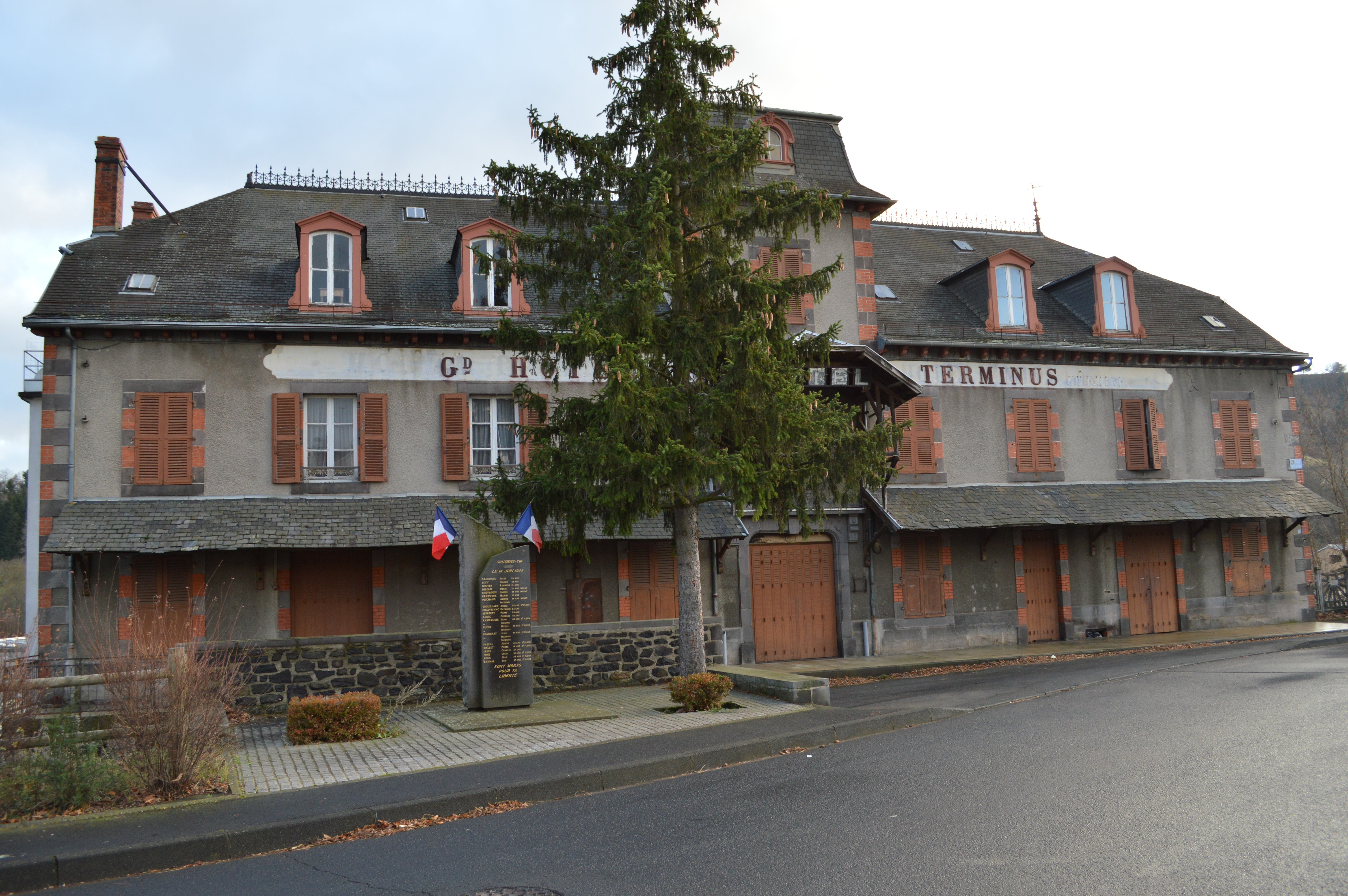
Grand Hôtel Terminus à Saint-Flour.

Le 11 juin 1944, Pierre est arrêté par la milice et rejoint par sa mère et sa sœur jumelle au Grand hôtel Terminus de Saint-Flour. Après interrogatoire, le jeune homme de 16 ans est fusillé au pont de Soubizergues, dans la commune de Saint-Georges le 14 juin en compagnie de vingt-quatre autres personnes. Le docteur Mallet cherche à rejoindre Saint-Flour avec son fils Étienne et un autre compagnon, mais tous les trois se font arrêter le 22 juin. Transférés à Chaudes-Aigues le lendemain, le père et le fils sont fusillés au lieu-dit de Pratviel. La mère Marguerite et la fille sont déportées sans connaître le sort du reste de la famille, jusqu'à leur libération, en 1945.

## Hommages
De nombreuses plaques et monuments rendent hommage au docteur et à sa famille à Saint-Flour, Alleuze et les environs de ces deux villes. Un lycée professionnel agricole porte son nom à Saint-Flour.

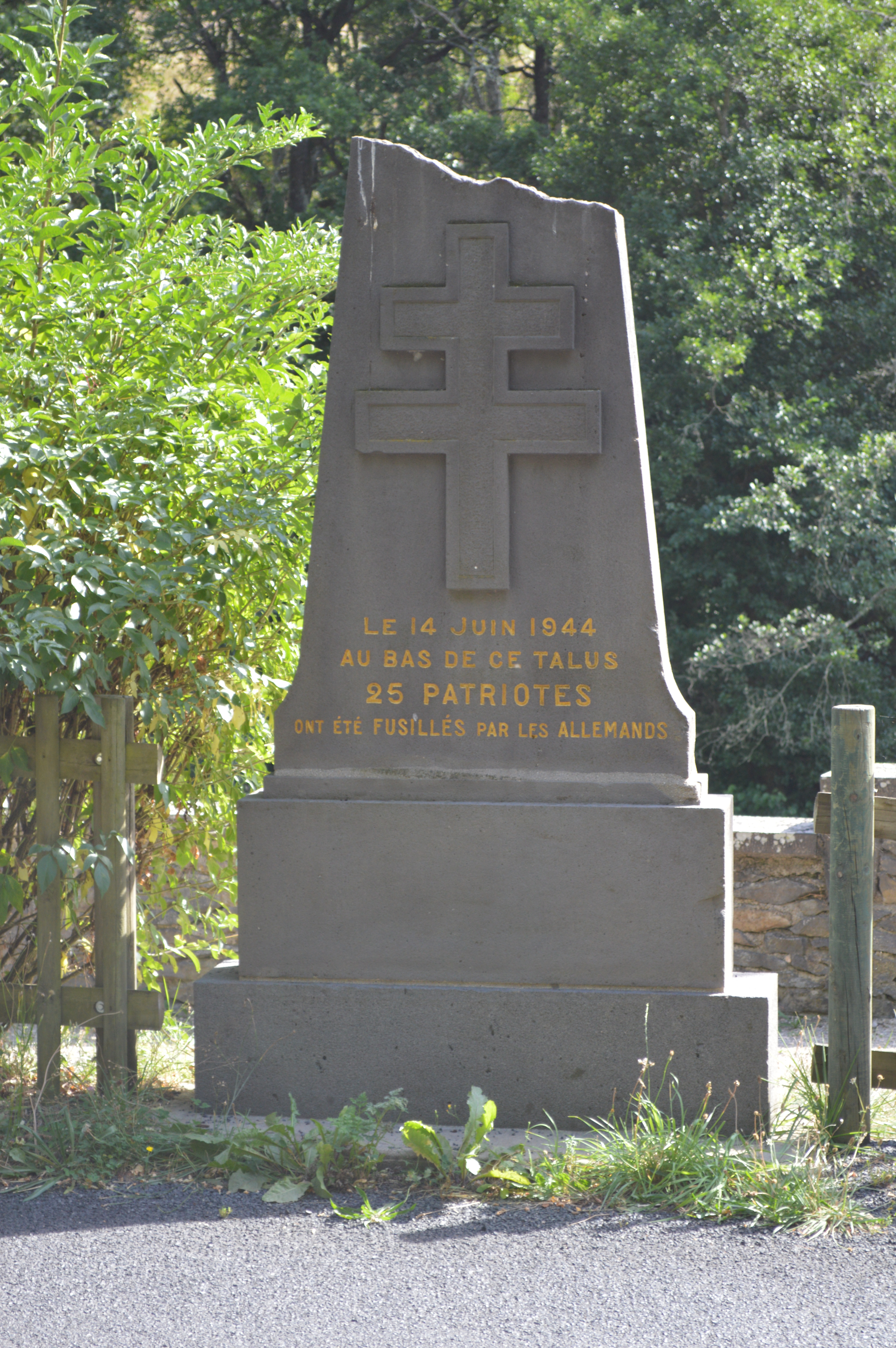
Monument aux fusillés de Soubizergues.
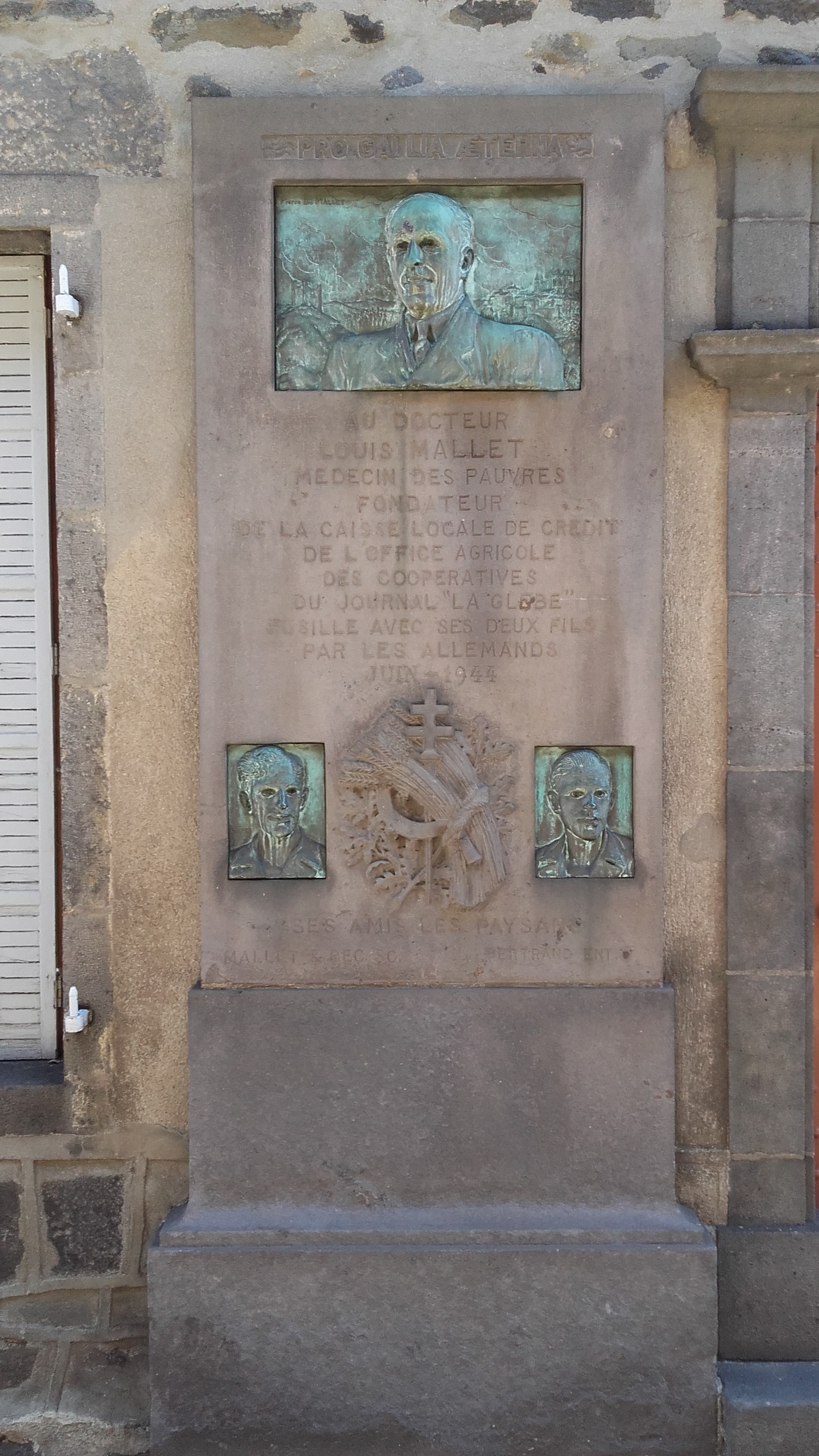
Monument au docteur et à ses fils rue Sorel à Saint-Flour.
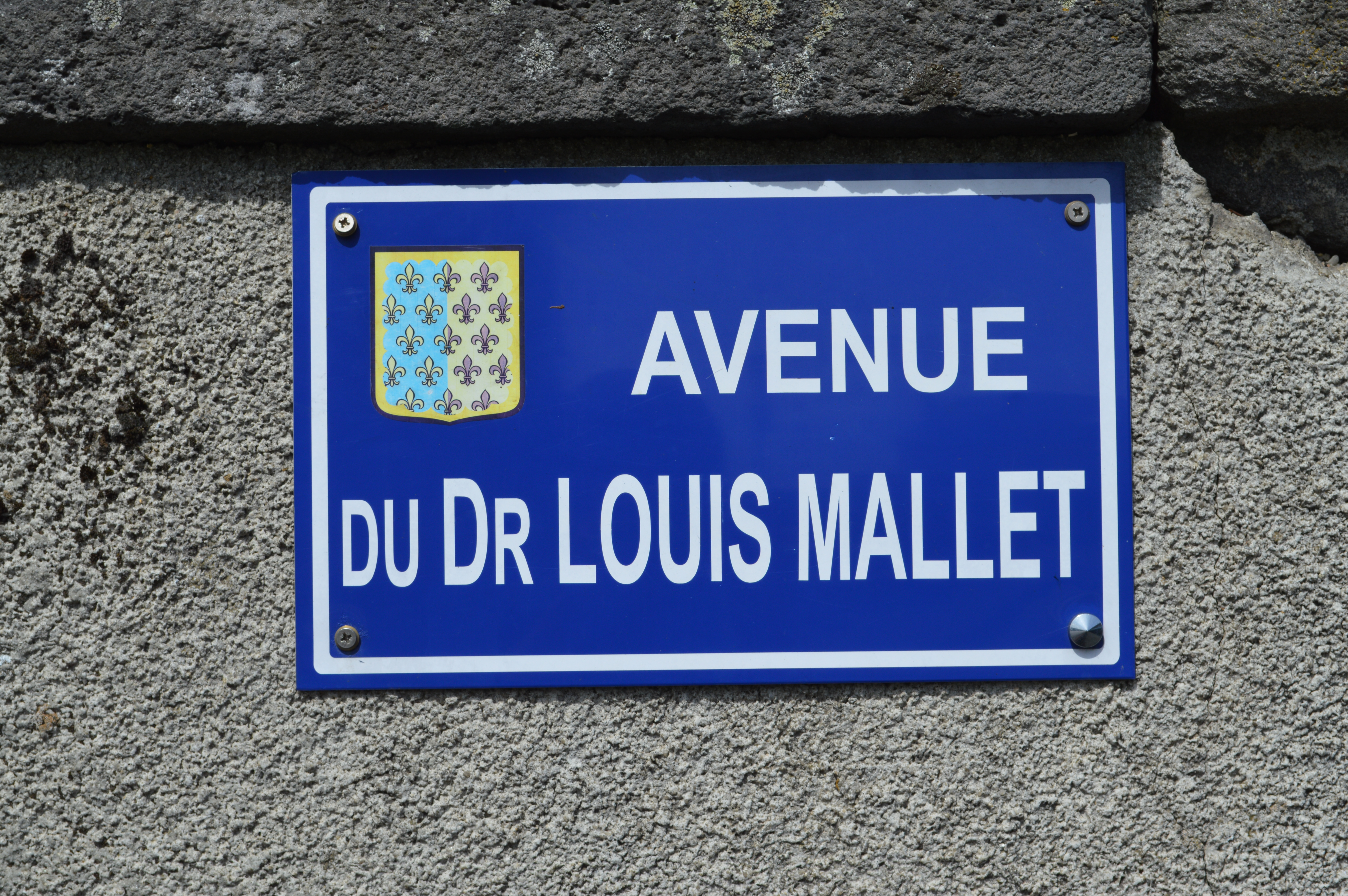
Plaque de l'avenue du docteur Louis Mallet à Saint-Flour.